# Spelling bee
Una spelling bee (in inglese gara di ortografia) è una competizione in cui i concorrenti sono invitati a compitare parole. Si ritiene che il concetto abbia avuto origine negli Stati Uniti d'America e le gare di ortografia sono ora tenute in molti paesi del mondo, insieme a varianti.
Il primo vincitore di una gara di ortografia ufficiale fu Frank Neuhauser, che ha vinto il 1° National Spelling Bee a Washington, D.C. nel 1925 all'età di undici anni. I nove finalisti furono invitati a incontrare Calvin Coolidge alla Casa Bianca, una tradizione seguita dai presidenti per la maggior parte degli 88 anni successivi al primo concorso degli Stati Uniti.

## Storia
La più antica prova conosciuta dell'uso dell'espressione spelling bee nella stampa risale al 1850, anche se un precedente nome, spelling match, è stato ricondotto al 1808. Un impulso fondamentale per i concorsi furono i libri di ortografia di Noah Websters. Pubblicato per la prima volta nel 1786 e conosciuto colloquialmente come il Blue-backed Speller, i libri di ortografia di Websters furono una parte essenziale del curriculum di tutti i bambini di scuola elementare negli Stati Uniti per cinque generazioni. Ora la chiave di riferimento per i concorsi è il dizionario integrale di Merriam-Webster.
L'United States National Spelling Bee fu fondato nel 1925 da The Courier-Journal, il giornale di Louisville, Kentucky. Nel 1941, la Scripps Howard News Service acquisì la sponsorizzazione del programma, e il nome fu cambiato in Scripps Howard National Spelling Bee (più tardi semplicemente Scripps National Spelling Bee). Oltre a coprire i 50 stati degli Stati Uniti, diversi concorrenti vengono anche dal Canada, Bahamas, Nuova Zelanda ed Europa.
Negli Stati Uniti, le spelling bee sono tenute annualmente da livelli locali fino al livello della Scripps National Spelling Bee che assegna un premio in denaro al vincitore. Il National Spelling Bee è sponsorizzato da giornali di lingua inglese e fondazioni educative; è anche in onda su ESPN. Dal 2006, i turni del campionato nazionale delle gare di ortografia sono stati trasmessi su ABC dal vivo. Nel 2005, i concorrenti sono venuti dalle Bahamas, Giamaica, Guam, Isole Vergini Americane, Samoa Americane, Canada, Nuova Zelanda, Porto Rico e una base militare tedesca, oltre che dagli Stati Uniti. Questo è stato il primo anno che gli speller da Canada e Nuova Zelanda hanno partecipato al concorso. L'autorità finale per le parole è il dizionario di Merriam-Webster unabridged, Websters Third New International Dictionary. La lista annuale di studio è disponibile da Scripps, online o in stampa.
Il Senior National Spelling Bee ebbe inizio a Cheyenne, Wyoming nel 1996. Sponsorizzato dall'AARP del Wyoming, è aperto a concorrenti di 50 anni e più vecchi. Maria Dawson è l'unico concorrente a vincere due titoli consecutivi al Senior National Spelling Bee.
Il South Asian Spelling Bee è un'altra piattaforma di gare di ortografia negli Stati Uniti. Questo concorso annuo si svolge attraverso gli Stati Uniti ogni estate in cerca del prossimo campione di ortografia sud asiatico-americano fra le età di 8 e 14 anni. Lanciato nel 2008, il South Asian Spelling Bee ha girato 10 città degli Stati Uniti nel 2011 e viene trasmesso a livello mondiale tramite il canale satellitare Sony Entertainment Television Asia.

## Negli altri paesi

### Asia
In Asia, una spelling bee è stata condotta a livello internazionale da MaRRS Spelling Bee. Il concorso comporta l'imparare l'ortografia corretta delle parole, il loro uso nelle frasi e in più contesti. Attualmente, si tiene in India, Abu Dhabi, Ajman, Bahrain, Dubai, Fujairah, Ras al-Khaima, Sharjah e um-Al-Quwain.
In Taiwan, il campionato nazionale di Spelling Bee è un concorso tenuto da Bugstation.tv per i giovani studenti inglesi. Migliaia di giovani candidati partecipano a questo concorso ogni anno. Un'altra organizzazione che promuove l'amore per la lingua inglese è Horizons Unlimited, che nel 2011 ha organizzato un concorso di India Spelling Bee per bambini nello stato meridionale del Kerala in India.

### Africa
In Africa, le spelling bee sono promosse dalla società Gift People Limited, che attualmente organizza il concorso annuale National Spelling Bee per bambini tra l'età di 7 e 14 anni in Nigeria. Questo sforzo è iniziato nel 2008 quando si tenne la prima finale nazionale a Lagos. È popolarmente indicato come SPELLIT! Nigeria.

### Bangladesh
Il più famoso quotidiano inglese del Bangladesh, il Daily Star e Champs21.com, sta organizzando (a partire da marzo 2012) uno spelling bee in televisione per studenti provenienti da ceti medi bengali e inglesi, che competono attraverso un sistema online con i vincitori che arrivano al programma televisivo. Il concorso è il primo di tali accordi nel Bangladesh in rapido sviluppo. Il campione sarà ricompensato con cinquecentomila e un viaggio a Washington, la città dello spelling bee. Ora gli studenti del Bangladesh stanno avendo una rivoluzione dell'ortografia. A causa di tale iniziativa, la curiosità di imparare l'inglese si è sparsa in tutto il paese.

### Canada
Il Postmedia Canspell National Spelling Bee è l'unica gara di ortografia canadese affiliata a Scripps, che si tiene annualmente a livello nazionale in Canada dal 2005. La gara è affiliata con la gara degli Stati Uniti Scripps National Spelling Bee e utilizza regole e liste di parola simili, e compete in tutte le 10 province canadesi per fornire un campione nazionale canadese per la penultima gara di Scripps.
Non dovrebbe essere confuso con un'altra organizzazione, che si autodefinisce Spelling Bee del Canada, che ha iniziato nel 1987 a Toronto, Ontario ed è ora festeggia il suo 25º anniversario e ospita una gara canadese a inviti nel 2012 e organizza gare provinciali in tutto il Canada e il mondo.

### Kuwait
Nell'anno scolastico 2008-2009 la signora Wijdan Alawadhi (capo dipartimento inglese) e la signora Mona Yeahia (insegnante di inglese) hanno fatto partire la gara di spelling bee nell'area didattica di Mubarak al-Kabir, uno dei più grandi governatorati kuwaitiani, e hanno iniziato la gara come un concorso sperimentale alla scuola primaria per ragazzi di Thabit Bin Zaid, avviato all'interno della scuola con gli studenti della quarta e quinta classe. È stato un esperimento riuscito che è stato affrontato con un sacco di apprezzamento dalla signora, Aisha AlAwadhi, supervisore degli insegnanti di lingua inglese. Per questo è stato deciso di organizzare la competizione tra l'intera area educativa di Mubarak Al-Kabeer. Nel 2010-2011 il concorso si è svolto con 27 scuole (12 scuole per i ragazzi) e 15 per le ragazze - circa 2700 studenti, e ogni scuola ha nominato un allievo dalla quinta elementare per partecipare. Nel 2012-2013 c'è stato dall'area educativa di Mubarak Al-Kabir un grande supporto, e tutte le scuole elementari sono state invitate alla finale della gara dopo il grande successo del concorso. Diventa ufficialmente un concorso autorizzato nell'area educativa di Mubarak Al-Kabeer (Spelling Bee kuwaitiano) in Kuwait.

### Pakistan
In Pakistan, la competizione di spelling bee è promossa da Dawn, e avviene ogni anno nel mese di ottobre. Ci sono tre gradi:  di distretto, regionale e nazionale. La competizione nazionale è tenuta a Islamabad.

### Emirati Arabi Uniti
Sylvan Learning Center, un'organizzazione di istruzione supplementare dagli Stati Uniti, ha organizzato un concorso annuale per la zona scolastica di Dubai, Abu Dhabi e Sharjah. La sfida di ortografia Sylvan si svolge ogni anno in dicembre e febbraio, per gli studenti in classi 3-8. Il concorso Sylvan prevede di attirare quasi 1.000 partecipanti provenienti da 30 scuole durante il relativo anno inaugurale.
Abu Dhabi University sponsorizza la gara di ortografia più grande negli Emirati Arabi Uniti, attirando studenti provenienti da istituzioni pubbliche e private per gli ultimi tre anni. L'Abu Dhabi University Spelling Bee è annunciata come il concorso di ortografia più impegnativo e ben noto negli Emirati Arabi Uniti.

### Regno Unito
Ci sono stati articoli nei quotidiani di gare di ortografia tenute nel 1876 in un certo numero di città britanniche. Più recentemente, nel Regno Unito una gara di ortografia per le scuole è gestita dal quotidiano The Times ed è stato avviata nel 2009.

## Gara nazionale statunitense
Molti concorrenti di spelling bee negli Stati Uniti studiano affissi ed etimologie, e spesso le lingue da cui l'inglese trae origine, al fine di fare lo spelling di parole impegnative. Diversi materiali preparatori sono stati pubblicati, tra cui alcuni in relazione alla Scripps National Spelling Bee e quelli creati da organizzazioni indipendenti non legati alla Scripps.
Per i primi parecchi decenni di pubblicazione, il libretto di studio annuale di Scripps fu chiamato Words of the Champions, e ha offerto 3.000 parole in un elenco separato raggruppamenti iniziali, intermedi ed esperti. Nella metà degli anni '90 la lista di studio annuo fu modificata in Paideia (dalla parola greca che significa istruzione e cultura), che in definitiva conteneva più di 4.100 parole, poi di nuovo nel 2006 fu cambiata in una lista più breve, intitolata Spell It!, e nell'edizione 2009, aveva 1155 parole  (911 parole base e 244 parole per mettere alla prova).
La Consolidated Word List (elenco di parole consolidate), anche questa pubblicata da Scripps e disponibile sul sito del National Spelling Bee, è costituita da tutte le parole usate nella spelling bee nel lontano 1950. È organizzata in tre sezioni: parole che appaiono di rado, parole che compaiono con frequenza moderata e parole che appaiono frequentemente. Con quasi 800 pagine e 24.000 parole lunghe, la Consolidated Word List è destinata a coloro che hanno imparato le basi e sono già passati attraverso lo Spell It!.
I partecipanti alla spelling bee negli Stati Uniti utilizzano anche altri libri di riferimento, in particolare la serie dei libri di ortografia di Hexco Academics, che dispongono di strategie, metodi e liste per sviluppare ulteriormente le abilità di spelling. Materiali di tutoraggio stanno anche diventando disponibili sul web.

## Spelling beescolastiche
Gli studenti americani cominciano di solito la competizione di spelling bee alle scuole elementari o scuole medie. Le classi competono contro altre classi nello stesso grado, o livello, e la classe vincente è determinata dal punteggio di ogni classe.